# 대창단조
대창단조(Daechang Forging Co., Ltd.)는 대한민국의 단조 부품 기업이다. 본사는 경남 김해시 생림면 봉림로 115-92에 위치해 있으며 대표이사는 박권일이다.

## 역사
1955년에 대창크랑크단조공업사로 창업하였으며 1989년 유가증권시장에 상장했다.

## 논란
스위스 가치투자기관이자 주주였던 NZ알파인이 액면분할·감사선임 등 주주제안을 하고 다른 주주인 스털링그레이스인터내셔널(지분 약 1% 수준), 노르웨이국부펀드(4%대), 페트라투자자문(7.77%) 등이 동조하여 그 제안이 통과된 바 있다

## 참고문헌
1. ↑  대창단조, 자회사 나전금속 138억에 매각, 대한경제, 2023-09-22
2. ↑  <유>대창단조, 장중 신저가 기록.. 5,770→5,700(▼70), 서울경제, 2024.01.11
3. ↑  대창단조, 내년 실적 개선 기대…밸류에이션 재평가 필요-현대차, 이데일리, 2022-11-22
4. ↑  조남호, “대기업처럼” 대창단조, 관계사 활용 승계 밑그림 그리나, 이투데이, 2019-11-05
5. ↑  오수현, "대창단조 지배구조 바꿔라" 외국계의 공습, 매일경제, 2014-03-11
6. ↑  김유진, 대창단조, 소액주주 제안 감사 선임안 통과 ‘이변’, 이투데이, 2014-03-21